# Riksmålsforbundets barne- og ungdomsbokpris
Der Kinder- und Jugendbuchpreis des Riksmålsforbundet (norwegisch: Riksmålsforbundets barne- og ungdomsbokpris) ist ein norwegischer Literaturpreis, der vom Riksmålsforbundet (seit 1988 jährlich) verliehen wird.

## Preisträger
- 1977: Anne-Catharina Vestly
- 1986: Tor Åge Bringsværd
- 1988: Vera Henriksen
- 1989: Hæge Follegg Pedersen
- 1990: Torstein Bugge Høverstad für Übersetzung
- 1991: Eyvind Skeie für Den hemmelige prinsen
- 1992: Nicole Macé
- 1993: Paul Leer Salvesen für Kain og Abel
- 1994: Gunnar Staalesen für Vikingskattens voktere
- 1995: Atla Lund
- 1996: Minken Fosheim
- 1997: Elisabeth Bjørnson für Übersetzung
- 1998: Else Færden
- 1999: Tor Åge Bringsværd für Beowulf
- 2000: Elin Brodin und Henning Hagerup für die Übersetzung von Piken jeg elsker heter Milena
- 2001: Charlotte Glaser Munch für Trylleslag
- 2002: May B. Lund für Rosa L
- 2003: Jostein Gaarder für Das Orangenmädchen
- 2004: Klaus Hagerup für Mariusbøkene
- 2005: Rune Johan Andersson für Post
- 2006: Simon Stranger für Gjengangeren
- 2007: Fam Ekman für Kall meg onkel Alf
- 2008: Aleksander Melli für Barneregjeringen
- 2009: Taran Lysne Bjørnstad für DBY
- 2010: Anna Bache-Wiig für Don Fridtjof
- 2011: Sverre Knudsen für Aarons maskin
- 2012: Tor Fretheim für Kjære Miss Nina Simone
- 2013: Cecilie Treimo für Sommerhuset
- 2014: Jon Ewo für 1957
- 2015: Heidi Sævareid für Slipp hold
- 2016: Gro Dahle für Blekkspruten
- 2017: Synne Sun Løes für Miss und Bo Gaustad für Lille Olle
- 2018: Linn Skåber für Til ungdommen
- 2019: Helene Uri für Stillheten etterpå
- 2021: Nora Dåsnes für Ubesvart anrop
- 2022: Tyra Teodora Tronstad für Oppskrift mot ånder som knuser ting
- 2023: Ragnhild Holmås für Ordenes hårreisende hemmeligheter
- 2024: Alexander Kielland Krag für Aldri bedre